# Bendix Corporation
Bendix Corporation là một nhà sản xuất của Mỹ chuyên sản xuất hệ thống má phanh ô tô, đèn điện tử chân không, phanh máy bay, hệ thống thủy lực và điện hàng không, thiết bị điện tử hàng không, hệ thống kiểm soát nhiên liệu máy bay và ô tô, radio, tivi và máy tính . 
Công ty này cũng nổi tiếng với tên gọi Bendix, được sử dụng trên máy giặt gia đình vào giữa thế kỷ 20. Tuy vậy, những máy này được sản xuất bởi một công ty đối tác đã cấp phép sử dụng tên của họ.

## Lịch sử

### Khởi đầu
Công ty được thành lập bởi nhà phát minh Vincent Bendix sau khi ông sáng chế ra bộ truyền động mang tên ông vào năm 1914. Sau đó Bendix mở tập đoàn mang tên mình tại một khách sạn ở Chicago năm 1914 với một thỏa thuận với công ty sản xuất phanh xe đạp Eclipse Machine Company, Elmira, New York khi đó đang gặp nhiều khó khăn. Bendix đã cấp phép cho công ty Eclipse Machine Company sản xuất bộ truyền động của mình mà ông mô tả là "một thiết bị sản xuất tại New York để khởi động động cơ đốt trong". Công ty này đã sản xuất một loại vít ren ba giá rẻ có thể được sử dụng để sản xuất các bộ phận truyền động khác. 

### Xe ô tô
General Motors mua lại 24% cổ phiếu của Bendix vào năm 1924, không phải để vận hành Bendix mà để duy trì mối liên hệ trực tiếp và liên tục với sự phát triển của ngành hàng không, vì kỹ thuật của ô tô và máy bay khi đó khá giống nhau. Những năm 1920, Bendix sở hữu nhiều bằng sáng chế quan trọng cho các thiết bị áp dụng trong ngành công nghiệp ô tô. Ví dụ: phanh, bộ chế hòa khí và bộ truyền động khởi động cho động cơ. Tập đoàn mua lại công ty chế tạo hệ thống phanh Bragg-Kliesrath vào cuối những năm 1920. Năm 1942, Ernest R. Breech trở thành chủ tịch của Bendix, sau khi chuyển tới từ General Motors. Sau khi thể hiện xuất sắc khi làm việc tại Bendix bằng cách giới thiệu các triết lý quản lý của GM, Henry Ford II đã thuyết phục Breech chuyển đến Ford, nơi ông kết thúc sự nghiệp của mình. Đến năm 1940, Bendix có doanh số bán hàng đạt khoảng 40 triệu đô la. Năm 1948, General Motors bán cổ phần của mình tại Bendix vì GM muốn tập trung vào hoạt động kinh doanh ô tô đang mở rộng. Bendix được thành lập chính thức vào năm 1924 tại South Bend, Indiana, Hoa Kỳ. Ban đầu, công ty sản xuất hệ thống phanh cho ô tô và xe tải, cung cấp cho General Motors và các nhà sản xuất ô tô khác. Bendix cũng cung cấp cả hệ thống phanh thủy lực và bộ tăng áp chân không TreadleVac cho các dây chuyền sản xuất của các công ty này trong nhiều thập kỷ.
Năm 1956, Bendix giới thiệu Electrojector, một hệ thống phun xăng điện tử đa điểm, là tùy chọn trên một số mẫu xe ô tô năm 1958 do Chrysler chế tạo.
Vào những năm 1960, phanh ô tô Bendix nổi tiếng với sự ra đời của phanh đĩa cố định và hệ thống "Duo-Servo" (gần như đã trở thành tiêu chuẩn thế giới cho phanh tang trống). Trong những năm 1960, Bendix cũng chế tạo phanh tàu lượn với chất lượng tốt nhất thế giới thời điểm đó.
Khi Allied Signal tiếp quản Bendix vào những năm 1980, công ty này đã nhanh chóng chuyển giao bộ phận phanh và lái cho TRW để tập trung vào mảng hàng không vũ trụ và ô tô đường sắt. 

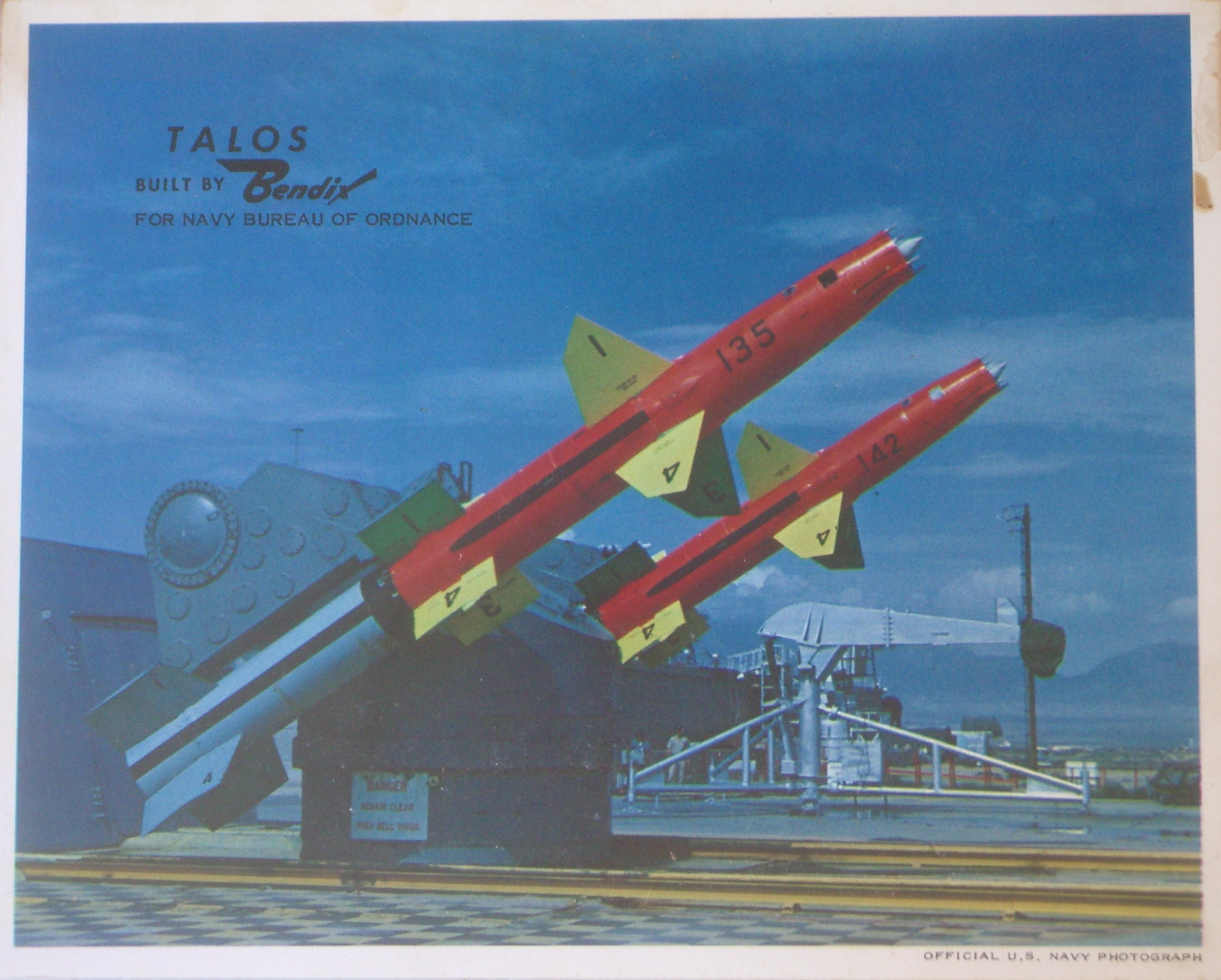
Bendix RIM-8 Talos

Bắt đầu từ những năm 1950 hoặc trước đó, Bendix Pacific đã thiết kế, thử nghiệm và sản xuất các bộ phận và hệ thống thủy lực, chủ yếu dành cho quân đội. Phần lớn hoạt động này được chuyển đến cơ sở mới ở Sylmar, California. Bendix đã đảm nhận sản xuất tên lửa RIM-8 Talos. Bendix cũng chế tạo và lắp đặt hệ thống đo cho các trạm mặt đất trong sứ mệnh vũ trụ có người lái đầu tiên của Mỹ. Cụ thể Bendix phát triển hệ thống theo dõi nhịp thở và máy đo nhịp tim giúp bác sĩ có thể theo dõi tình trạng sức khỏe phi hành gia. Cũng tại cơ sở này mà Bendix đã phát triển hệ thống điện tử cho ngư lôi MK46. Các sản phẩm khác bao gồm hệ thống chỉ thị radar trên máy bay giúp phi công nhận biết tên lửa đất đối không đang nhắm tới. 
Năm 1971, Bendix giới thiệu Hệ thống chống bó phanh (ABS) được vi tính hóa thực sự đầu tiên trên thế giới trên chiếc xe ô tô hạng sang Imperial của Chrysler. Việc sản xuất tiếp tục trong nhiều năm. Hiện tại trực thuộc Honeywell, Bendix tiếp tục sản xuất phanh ô tô và phanh cho nhiều ngành công nghiệp khác nhau. Năm 2014, Honeywell đã bán mảng sản xuất phanh ô tô của Bendix cho MAT Holdings.

### Máy quang phổ khối

Máy đo quang phổ khối Bendix MA-2 của Bendix

Qua hợp tác với nhà hóa học Fred McLafferty và Roland Gohlke và William C. Wiley và Daniel B. Harrington với Bendix Aviation vào những năm 1950 đã dẫn đến sự kết hợp giữa khối phổ và sắc ký khí, và sự phát triển của thiết bị sắc ký khí-khối phổ.

#### Máy đo liều phóng xạ
Bendix đã sản xuất Máy đo liều phóng xạ cho phòng thủ dân sự trong chiến tranh lạnh. Tập đoàn cũng chế tạo bộ đo Bức xạ gia đình để sử dụng trong gia đình, bao gồm liều kế CDV-746 và máy đo tỷ lệ CDV-736, trông giống như liều kế.

### Thiết bị điện tử hàng không, quân sự và chính phủ
Năm 1929 Vincent Bendix mở rộng sang lĩnh vực hàng không và tái cấu trúc công ty thành "Bendix Aviation" để phản ánh các dòng sản phẩm mới.
Bendix cung cấp cho các nhà sản xuất máy bay tất cả các loại hệ thống thủy lực , để phanh và kích hoạt cánh tà, và giới thiệu các thiết bị mới như bộ chế hòa khí áp suất phổ biến trên thị trường trong Thế chiến II. Công ty cũng sản xuất nhiều loại thiết bị điện và điện tử cho máy bay.
Trong Thế chiến thứ hai, Bendix đã chế tạo gần như mọi dụng cụ hoặc thiết bị phụ trợ cho máy bay quân sự. Bộ phận vô tuyến Bendix được thành lập vào năm 1937 để chế tạo máy phát/thu vô tuyến cho máy bay và các loại thiết bị điện tử hàng không khác. Trong chiến tranh, Bendix đã sản xuất khoảng 75% tổng số thiết bị điện tử hàng không trên máy bay Hoa Kỳ. Trong và sau chiến tranh, Bendix đã chế tạo nhiều loại thiết bị radar.
Bendix xếp thứ 17 trong số các tập đoàn của Hoa Kỳ về giá trị hợp đồng sản xuất thời chiến.
Bendix sản xuất thanh chống oleo của thiết bị hạ cánh và bộ điều khiển nhiên liệu động cơ phản lực cho động cơ J79 đời đầu (động cơ sử dụng trên máy bay tiêm kích North American A-5 Vigilante, Lockheed F-104 Starfighter, McDonnell Douglas F-4 Phantom II, IAI Kfir, Convair B-58 Hustler), đồng thời thiết kế hệ thống dẫn đường tên lửa và lắp ráp tên lửa RIM-8 Talos cho Hải quân Hoa Kỳ. Mặt nạ và đồng hồ đo hàng không Bendix đã được sửa đổi và thử nghiệm để sử dụng trong các ứng dụng lặn và áp suất cao.
Vào những năm 1950, Bendix và những công ty kế thừa đã quản lý các cơ sở của Ủy ban Năng lượng Nguyên tử Hoa Kỳ tại Kansas City, Missouri và Albuquerque. Các cơ sở này đã mua các thành phần phi hạt nhân cho vũ khí hạt nhân.

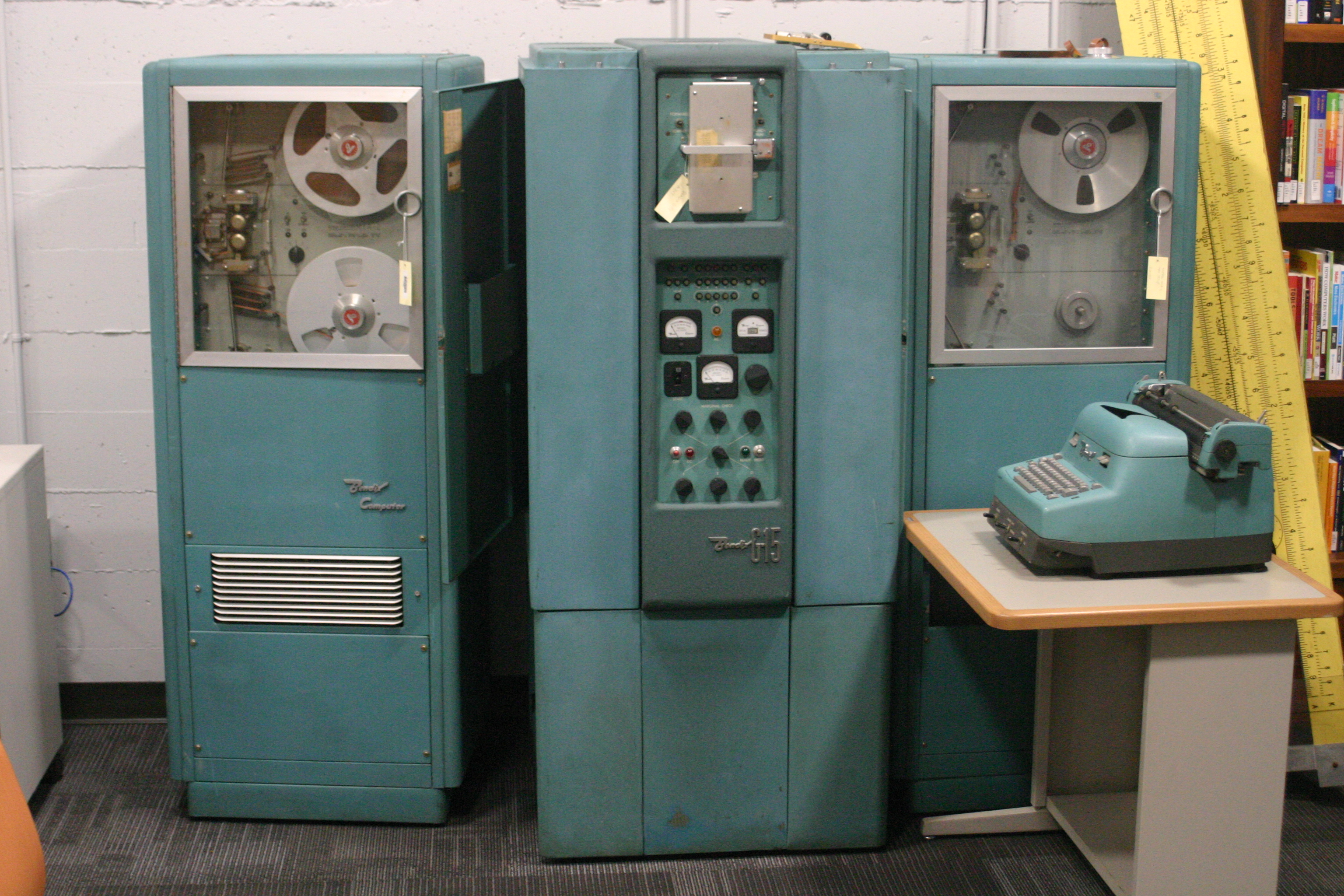
Máy tính Bendix G-15

Năm 1956, Bendix giới thiệu máy tính Bendix G-15, một mẫu máy tính cỡ nhỏ, với doanh số bán khoảng 400 chiếc với giá khởi điểm dưới 50.000 đô la. Bộ phận sản xuất máy tính của Bendix về sau được chuyển cho Control Data Corporation từ năm 1963.
Thiết kế trường của Bendix G-15 là Harry Huskey, đã từng làm việc cùng Alan Turing tại Anh. Huskey sáng tạo hầu hết thiết kế của mình khi còn là giáo sư tại Berkeley đồng thời cũng là nhà cố vấn.
Công ty Bendix được đổi tên thành Tập đoàn Bendix năm 1960. Những năm 1960 công ty đã chế tạo hệ thống liên lạc trên không và trên mặt đất cho NASA. Bendix sản xuất cấu trúc dẫn đường quán tính ST-124-M3 sử dụng trên tên lửa đẩy Saturn V. Năm 1966 NASA đã lựa chọn Bendix Aerospace Systems Division, Ann Arbor, Michigan để thiết kế và chế tạo thử nghiệm, và hỗ trợ vận hành cho Apollo Lunar Surface Experiments Package (ALSEP) trong chương trình Apollo.
Bendix cũng đảm nhận việc chế tạo hệ thống nhiên liệu trên máy bay Lockheed SR-71 Blackbird.
Hàng hải
Trong Chiến tranh thế giới thứ hai, Bendix được giao nhiệm vụ chế tạo máy liên lạc giữa thuyền trưởng và thủy thủ vận hành động cơ tàu chiến của Hải quân Mỹ.

### Đồ điện gia dụng

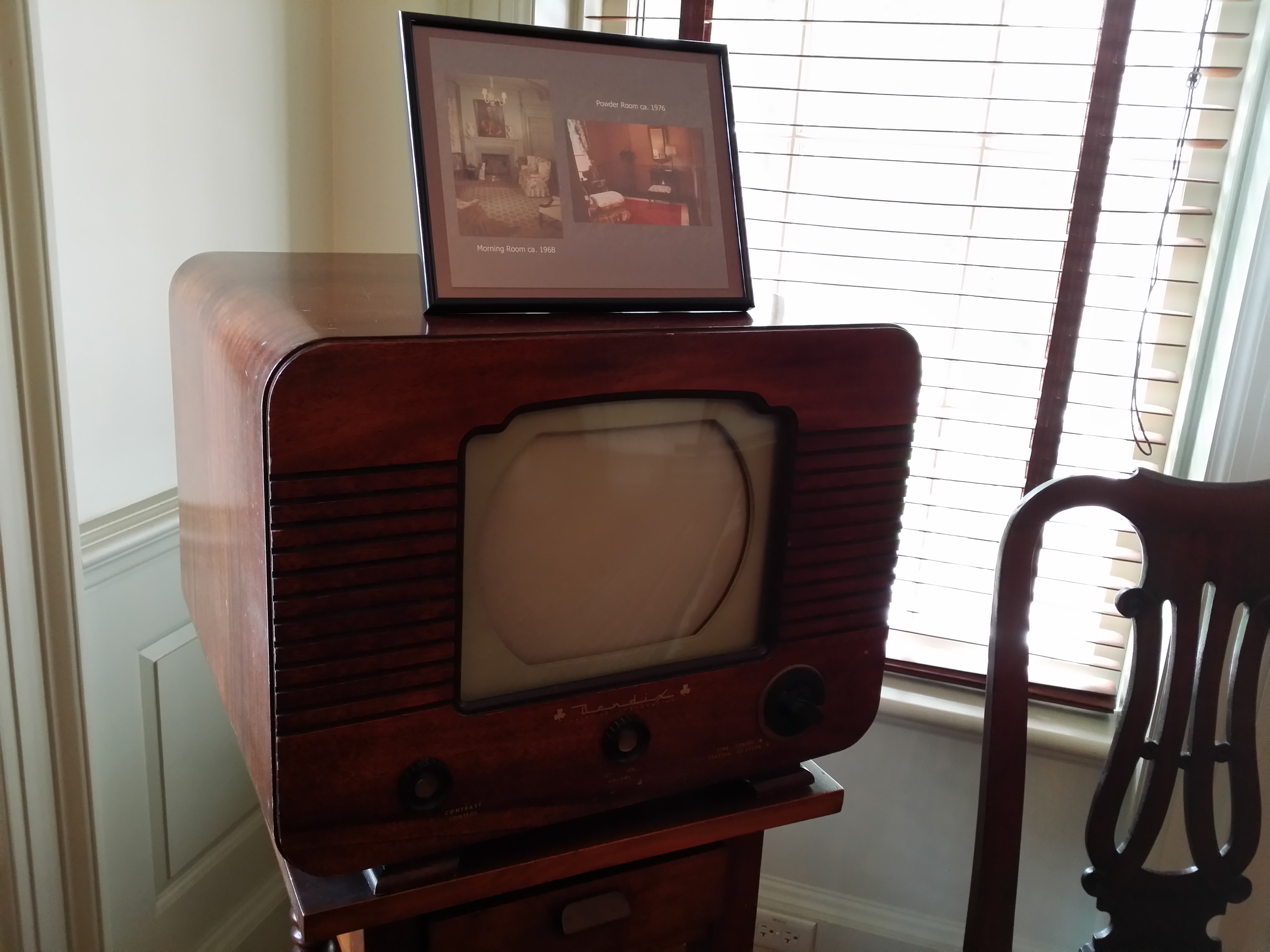
Ti vi gia đình do Bendix chế tạo

Bendix ban đầu sản xuất radio và Máy hát cho thị trường sau Chiến tranh thế giới 2 do công ty vốn có kinh nghiệm trong chế tạo hệ thống radio trên máy bay. Năm 1948, Bendix bắt đầu bán radio lắp trên xe hơi cho Ford và các nhà sản xuất ô tô khác. Từ năm 1950 đến năm 1959, Bendix sản xuất tivi. Sản xuất radio cho thương mại bán lẻ tăng nhanh vào những năm 1950, nhưng dừng lại nhanh chóng vào những năm 1960 khi Ford, General Motors và Chrysler bắt đầu tự chế tạo radio trên xe hơi của mình.

### Lịch sử gần đây
Kể từ năm 2002, Bendix đã trở thành công ty con của Knorr-Bremse.Vào tháng 2 năm 2020, Bendix thông báo rằng họ sẽ chuyển trụ sở chính từ Elyria, Ohio đến Avon, với ngày khai trương cơ sở mới dự kiến là tháng 11 năm 2021.

## Sáp nhập
Bendix đã được Allied Corporation mua lại vào năm 1983 với giá 85 đô la Mỹ cho mỗi cổ phiếu. Allied Corporation, sau này được đổi tên thành AlliedSignal, cuối cùng đã được Honeywell mua lại, và Bendix đã trở thành một thương hiệu của Honeywell. Bộ phận Hệ thống giao thông của Honeywell cung cấp dòng sản phẩm má phanh, má phanh và các hệ thống thủy lực hoặc chân không khác của Bendix, và thương hiệu thiết bị điện tử hàng không Bendix/King.
Năm 2002, Knorr-Bremse tiếp quản mảng kinh doanh phanh xe thương mại từ Honeywell và Bendix Commercial Vehicle Systems trở thành công ty con của Knorr-Bremse.